# Horațiu Feșnic
Horațiu Feșnic (Cluj-Napoca, 17 ottobre 1989) è un arbitro di calcio rumeno.

## Carriera

### Nazionale
Nel 2011 viene promosso in Liga I, la massima serie rumena. La sua prima partita arbitrata in questo campionato fu quella del 12 marzo 2012 Astra Giurgiu-Mioveni.
Il 22 maggio 2021 ha arbitrato la finale della Coppa di Romania..

### Internazionale
Fa parte delle liste degli arbitri FIFA e UEFA dal 2017. Fa il suo esordio internazionale il 6 luglio 2017 dirigendo la partita delle Qualificazioni all'Europa League Flora Tallinn-Domžale